# Фаворитен
Фаворитен (нім. Favoriten) — десятий район Відня. Приєднаний до міста в 1874 році.
Назва району проходить від Favorita — палацового комплексу в сусідньому Відені, де нині розташована гімназія.
Фаворитен межує з Майдлінгом на заході, Віденом і Маргаретеном на півночі (до центру Відня), Ландштрасе на північному сході, Зіммерингом на сході і Лізінгом на південному заході.
Фаворитен має найбільше населення серед районів Відня, хоч густота не така вже й висока. Більшість житлових будинків мають вік понад 100 років.
48°09′28″ пн. ш. 16°21′33″ сх. д. / 48.15778° пн. ш. 16.35917° сх. д.
| Австрія | Це незавершена стаття з географії Австрії. Ви можете допомогти проєкту, виправивши або дописавши її. |